# 今富村 (福井県)
今富村（いまとみむら）は福井県遠敷郡にあった村。現在の小浜市中心部の南側、南川両岸にあたる。

## 地理
- 山岳：多田ヶ岳
- 河川：南川

## 歴史
- 1889年（明治22年）4月1日 - 町村制の施行により、尾崎村、野代村、生守村、多田村、木崎村、和久里村、府中村、湯岡村、伏原村及び青井村の区域をもって、今富村が発足する。
- 1951年（昭和26年）3月30日 - 小浜町、内外海村、松永村、国富村、遠敷村、今富村、口名田村及び中名田村が合併して、小浜市が発足する。

## 交通

### 鉄道路線
- 日本国有鉄道
  - 小浜線
    - 小浜駅

### 道路
- 国道162号

現在は旧村域に舞鶴若狭自動車道の小浜インターチェンジが所在するが、当時は未開通。

## 村長
- 山口定省